# Janusz Strzemiński
Janusz Strzemiński (ur. 19 lutego 1933 w Będzinie) – polski działacz państwowy, inżynier górnictwa, doktor nauk technicznych, podsekretarz stanu w Ministerstwie Górnictwa i Energetyki (1973–1976) i Ministerstwie Górnictwa (1976–1978).

## Życiorys
Syn Eugeniusza i Pelagii. Uzyskiwał tytuły inżyniera (1954) i magistra inżyniera (1956) na Wydziale Górniczym Politechniki Śląskiej, w 1973 obronił tam doktorat nauk technicznych. W 1954 został nadgórnikiem, następnie sztygarem i inżynierem projektantem w Kopalnia „Milowice” w Sosnowcu. W 1959 został nadsztygarem w KWK „Generał Zawadzki” w Dąbrowie Górniczej. W 1961 został naczelnym inżynierem, a w 1967 dyrektorem Kopalni „Milowice”. Od 1970 do 1973 ponownie w Kopalni „Generał Zawadzki” na stanowisku dyrektora. W okresie pracy w Sosnowcu związany z klubem sportowym (głównie siatkarskim) Płomień Milowice, walnie przyczynił się do jego rozwoju. Współautor i autor książek oraz publikacji naukowych, członek redakcji czasopisma naukowego „Mechanizacja i Automatyzacja Górnictwa”.
W młodości działał w Związku Młodzieży Polskiej i Związku Młodzieży Socjalistycznej, w 1961 wstąpił do Polskiej Zjednoczonej Partii Robotniczej. W 1971 został członkiem plenum Komitetu Miejskiego PZPR w Dąbrowie Górniczej. Pełnił funkcję podsekretarza stanu w Ministerstwie Górnictwa i Energetyki (luty 1973 – marzec 1976) oraz Ministerstwie Energetyki (kwiecień 1976 – grudzień 1978).